# Matthew Goode
Matthew William Goode (Exeter, 3 de abril de 1978), conocido como Matthew Goode, es un actor británico. Se ha destacado en películas como Match Point, Watchmen, A Single Man y The Imitation Game, así como en series de éxito como Downton Abbey, The Good Wife, The Crown, El Descubrimiento de las Brujas y The Offer.
Uno de sus proyectos más recientes es la miniserie de Netflix, Dept Q.

## Primeros años
Goode nació el 3 de abril de 1978 en Exeter, Devon. Su padre, Anthony, era geólogo, y su madre, Jennifer, es enfermera y directora de teatro amateur. Es el menor de cinco hermanos, con un hermano, dos medios hermanos y una media hermana, la presentadora de televisión Sally Meen, del matrimonio anterior de su madre. Creció en el pueblo de Clyst St. Mary, cerca de Exeter.  Fue educado en la Exeter School, una escuela independiente en Exeter, Devon.
Se licenció en la Universidad de Birmingham y más tarde viajó a Londres, donde estudió en la Webber Douglas Academy of Dramatic Art.
En 2003 interpretó a Gerald Brenan en la película Al sur de Granada, de Fernando Colomo. Al año siguiente protagonizó junto a Mandy Moore la película Chasing Liberty, en la que interpretó a un agente privado, Ben Calder, que trabaja para el presidente de los Estados Unidos. También protagonizó el filme Leap Year junto a Amy Adams. En 2009 interpretó a Ozymandias en la película Watchmen.

## Carrera
Goode interpretó a Peter Lynley, hermano del Inspector Lynley, en la producción de la BBC Inspector Lynley Mysteries: A Suitable Vengeance y coprotagonizó la película para televisión Confessions of an Ugly Stepsister, basada en la novela homónima de Gregory Maguire y en la obra La tempestad de William Shakespeare. En 2004, debutó en el cine estadounidense junto a Mandy Moore en la comedia romántica Chasing Liberty.
Coprotagonizó el thriller Match Point de Woody Allen junto a Jonathan Rhys Meyers y Scarlett Johansson, la comedia romántica Imagine Me & You de Ol Parker junto a Piper Perabo y Lena Headey, la película para televisión My Family and Other Animals con Imelda Staunton, el drama biográfico-musical Copying Beethoven junto a Ed Harris y Diane Kruger, y el thriller criminal The Lookout de Scott Frank con Joseph Gordon-Levitt.También interpretó a Brooke Burgess en el tono humorístico de la miniserie de la BBC He Knew He Was Right, basada en la novela homónima de Anthony Trollope.
En 2008, protagonizó como Charles Ryder la película Brideshead Revisited, basada en la novela de Evelyn Waugh. En 2009, coprotagonizó la película de superhéroes Watchmen de Zack Snyder como Ozymandias/Adrian Veidt y apareció junto a Colin Firth en el drama A Single Man, basado en la novela de Christopher Isherwood. En 2010, actuó junto a Amy Adams en la comedia romántica Leap Year.
En 2013, interpretó el papel principal de Stanley Mitchell, un columnista de revista, en el drama de la BBC Two Dancing on the Edge. Ese mismo año, coprotagonizó junto a Mia Wasikowska y Nicole Kidman el thriller psicológico Stoker.
También en 2013, interpretó a George Wickham junto a Matthew Rhys en la miniserie de misterio Death Comes to Pemberley de la BBC, basada en la novela homónima de P. D. James, secuela de Orgullo y Prejuicio de Jane Austen. En 2014, participó en el thriller histórico The Imitation Game como Hugh Alexander, criptoanalista y campeón de ajedrez británico durante la Segunda Guerra Mundial.
En marzo de 2014, se unió al reparto de la serie legal de CBS The Good Wife como Finley "Finn" Polmar, fiscal del estado. Sustituyendo al personaje Will Gardner en la quinta temporada, debutó en el episodio 15, "Dramatics, Your Honor", y en mayo de 2015 dejó la serie tras el final de la sexta temporada.
En 2014, apareció en el especial de Navidad de la quinta temporada de Downton Abbey, interpretando a Henry Talbot, y regresó en octubre de 2015 en la sexta temporada, además de aparecer brevemente en la película de Downton Abbey estrenada en 2019.
Tras participar en múltiples películas a mediados de la década de 2010, apareció en Aliados (2016). Ese mismo año comenzó a trabajar en la serie Roadside Picnic de WGN basada en la novela de los hermanos Strugatsky, aunque el piloto fue cancelado. En 2016, presentó The Wine Show en ITV junto a Joe Fattorini y Matthew Rhys.
En 2017, comenzó la producción de la adaptación televisiva de la trilogía All Souls de Deborah Harkness para Sky One en Reino Unido, titulada El Descubrimiento de las Brujas, en la que interpretó al protagonista Matthew Clairmont, un biólogo molecular y vampiro de Oxford. La serie se estrenó el 14 de septiembre de 2018 en Reino Unido, convirtiéndose en el programa más visto del canal semanalmente durante sus 8 episodios, y renovándose para dos temporadas adicionales. También participó en la precuela de la saga Kingsman de Matthew Vaughn, The King's Man, interpretando al Capitán Morton / The Shepherd, ambientada en los inicios de la Primera Guerra Mundial y estrenada en diciembre de 2021.

## Vida personal
Goode ha estado en una relación con Sophie Dymoke desde 2005 y se casaron en 2014. Tienen dos hijas, Matilda Eve Goode (nacida en marzo de 2009) y Teddie Eleanor Rose Goode (nacida en septiembre de 2013), y un hijo, Ralph Goode (nacido en agosto de 2015). Vive con su familia en Surrey, Inglaterra.

## Filmografía

### Cine
| Año  | Título                                            | Papel                         | Notas             | Ref. |
| ---- | ------------------------------------------------- | ----------------------------- | ----------------- | ---- |
| 2003 | Al sur de Granada                                 | Gerald Brenan                 |                   |      |
| 2004 | Chasing Liberty                                   | Ben Calder                    |                   |      |
| 2005 | Match Point                                       | Tom Hewett                    |                   |      |
| 2005 | Imagine Me & You                                  | Hector "Heck"                 |                   |      |
| 2006 | Copying Beethoven                                 | Martin Bauer                  |                   |      |
| 2007 | The Lookout                                       | Gary Spargo                   |                   |      |
| 2008 | Brideshead Revisited                              | Charles Ryder                 |                   |      |
| 2009 | Watchmen                                          | Adrian Veidt / Ozymandias     |                   |      |
| 2009 | A Single Man                                      | Jim                           |                   |      |
| 2010 | Leap Year                                         | Declan O'Callaghan            |                   |      |
| 2010 | Cemetery Junction                                 | Mike Ramsay                   |                   |      |
| 2011 | Burning Man                                       | Tom                           |                   |      |
| 2013 | Stoker                                            | Charlie Stoker                |                   |      |
| 2013 | Belle                                             | Captain Sir John Lindsay      |                   |      |
| 2014 | The Imitation Game                                | Hugh Alexander                |                   |      |
| 2015 | Pressure                                          | Mitchell                      |                   |      |
| 2015 | Self/less                                         | Dr. Jensen/Albright           |                   |      |
| 2016 | Aliados                                           | Guy Sangster                  |                   |      |
| 2017 | The Sense of an Ending                            | Joe Hunt                      |                   |      |
| 2017 | The Hatton Garden Job                             | XXX                           |                   |      |
| 2017 | The Big Bad Fox and Other Tales...                | Lobo (voz)                    | Doblaje en inglés |      |
| 2018 | Birthmarked                                       | Ben Morin                     |                   |      |
| 2018 | The Guernsey Literary and Potato Peel Pie Society | Sidney Stark                  |                   |      |
| 2018 | Magik                                             | Talon                         |                   |      |
| 2019 | Official Secrets                                  | Peter Beaumont                |                   |      |
| 2019 | Downton Abbey                                     | Henry Talbot                  |                   |      |
| 2020 | Four Kids and It                                  | David Hartlepool              |                   |      |
| 2020 | The Duke                                          | Jeremy Hutchinson             |                   |      |
| 2021 | Silent Night                                      | Simon                         |                   |      |
| 2021 | The Colour Room                                   | Colley Shorter                |                   |      |
| 2021 | The King's Man                                    | Captain Morton / The Shepherd |                   |      |
| 2022 | The House                                         | Raymond (voice)               |                   |      |
| 2022 | Medieval                                          | King Sigismund                |                   |      |
| 2023 | Freud's Last Session                              | C. S. Lewis                   |                   |      |
| 2024 | Abigail                                           | Father/Kristof Lazaar         |                   |      |

### Televisión
| Año       | Título                            | Papel                                       | Notas                                                                   | Ref.   |
| --------- | --------------------------------- | ------------------------------------------- | ----------------------------------------------------------------------- | ------ |
| 2002      | Confessions of an Ugly Stepsister | Casper                                      | Película para televisión                                                |        |
| 2003      | Bounty Hamster                    | Varios                                      | N.º de episodios desconocido                                            |        |
| 2003      | The Inspector Lynley Mysteries    | Peter Lynley                                | Episodio: "A Suitable Vengeance" (T2.E3)                                |        |
| 2004      | He Knew He Was Right              | Brooke Burgess                              | Papel secundario, 3 episodios (T1.E2,E3,E4)                             |        |
| 2005      | Agatha Christie's Marple          | Patrick Simmons                             | Episodio: "A Murder Is Announced" (T1.E4)                               |        |
| 2005      | My Family and Other Animals       | Larry Durrell                               | Película para televisión                                                |        |
| 2012      | Birdsong                          | Capitán Gray                                | Papel principal, 2 episodios                                            |        |
| 2012      | The Poison Tree                   | Rex Clarke                                  | Protagonista, 2 episodios                                               |        |
| 2013      | Dancing on the Edge               | Stanley Mitchell                            | Protagonista, 6 episodios                                               |        |
| 2013      | Death Comes to Pemberley          | George Wickham                              | Papel principal, 3 episodios                                            |        |
| 2013      | The Vatican                       | Bernd Koch                                  | Película para televisión                                                |        |
| 2014–2015 | The Good Wife                     | Finley "Finn" Polmar                        | Papel principal, 28 episodios (T5: E15 a E22, T6: E1 a E11 y E14 a E22) |        |
| 2014–2015 | Downton Abbey                     | Henry Talbot                                | Estrella invitada (T5.E9), Papel principal (T6: E4 a E9), 7 episodios   |        |
| 2016      | The Wine Show                     | Himself                                     | Copresentador con Matthew Rhys                                          |        |
| 2016      | Roots                             | Dr. William Waller                          | Papel principal, 2 episodios (E1, E2)                                   |        |
| 2017      | The Crown                         | Antony Armstrong-Jones, 1st Earl of Snowdon | Papel principal, 3 episodios (T2.E4, T2.E7, T2.E10)                     |        |
| 2018      | Ordeal by Innocence               | Philip Durrant                              | Papel principal, 3 episodios                                            | [ 23 ] |
| 2018–2022 | El descubrimiento de las brujas   | Matthew de Clairmont                        | Protagonista, 25 episodios                                              |        |
| 2022      | The Offer                         | Robert Evans                                | Miniserie, protagonista, 10 episodios                                   |        |
| 2025      | Dept. Q                           | Carl Morck                                  | Miniserie, protagonista, 9 episodios                                    | [ 24 ] |

## Premios
| Año  | Premio                                   | Categoría                                                | Obra                | Resultado | Ref. |
| ---- | ---------------------------------------- | -------------------------------------------------------- | ------------------- | --------- | ---- |
| 2004 | Teen Choice Awards                       | Choice Movie: Estrella Masculina Revelación              | Chasing Liberty     | Nominado  |      |
| 2004 | Teen Choice Awards                       | Choice Movie: Mentirosa                                  | Chasing Liberty     | Nominado  |      |
| 2012 | Film Critics Circle of Australia Awards  | Mejor Actor                                              | Burning Man         | Nominado  |      |
| 2013 | Australian Film Critics Association      | Mejor Actor                                              | Burning Man         | Nominado  |      |
| 2013 | Australian Film Institute                | Mejor Actor                                              | Burning Man         | Nominado  |      |
| 2014 | Fangoria Chainsaw Awards                 | Mejor Actor de Reparto                                   | Stoker              | Ganador   |      |
| 2014 | Satellite Awards                         | Mejor Actor en Miniserie o Película para Televisión      | Dancing on the Edge | Nominado  |      |
| 2014 | San Diego Film Critics Society           | Mejor Interpretación de un Elenco                        | The Imitation Game  | Nominado  |      |
| 2015 | Palm Springs International Film Festival | Mejor Reparto                                            | The Imitation Game  | Ganador   |      |
| 2015 | Screen Actors Guild Awards               | Mejor Interpretación de un Elenco en una Película        | The Imitation Game  | Nominado  |      |
| 2017 | Screen Actors Guild Awards               | Mejor Interpretación de un Elenco en una Serie Dramática | Downton Abbey       | Nominado  |      |
| 2018 | Primetime Emmy Awards                    | Mejor Actor Invitado en Serie Dramática                  | The Crown           | Nominado  |      |
| 2023 | Critics' Choice Awards                   | Mejor Actor de Reparto en Miniserie/Película             | The Offer           | Nominado  |      |